# Массовые протесты в Мали (2020)
Протесты в Мали — антиправительственные акции протеста в стране, начавшиеся 5 июня 2020 года, когда протестующие собрались на улицах Бамако с призывом к президенту Мали Ибрагиму Бубакару Кейте уйти в отставку.

## Хронология
- 19 июня: десятки тысяч малийцев выступили на улицах Бамако с требованием отставки президента Ибрагима Бубакара Кейты[7].
- 20 июня: Экономическое сообщество стран Западной Африки (ЭКОВАС) призвало к проведению новых выборов из-за споров о легитимности парламентских выборов в Мали в марте 2020 года[7].
- 5 июля: президент Ибрагим Бубакар Кейта встретился с имамом Махмудом Дико, лидером протестного «Движения 5 июня»[8].
- 11-12 июля: протестующие в Бамако вступили в противоборство с силами безопасности, которые, как сообщается, открыли по ним огонь на поражение. По сообщениям, 11 протестующих погибли и 124 получили ранения[9].
- 23 июля: африканские президенты Нана Акуфо-Аддо, Алассан Уаттара, Махамаду Иссуфу, Мохаммаду Бухари и Маки Саль прибыли в Бамако для встречи с президентом Мали Ибрагимом Бубакаром Кейтой и лидерами оппозиции после неудачной посреднической миссии ЭКОВАС[10].
- 18 августа: мятежные солдаты арестовали президента Ибрагима Бубакара Кейту и премьер-министра Бубу Сиссе во время государственного переворота [11].
- 19 августа: президент Ибрагим Бубакар Кейта объявил о своей отставке и распустил Национальное собрание[12].